# سلاحف النينجا: مهمة منهاتن
سلاحف النينجا: مهمة منهاتن (بالإنجليزية: Teenage Mutant Ninja Turtles: Manhattan Missions)‏ ، هي لعبة فيديو إلكترونية من نوع أكشن ، صدرت كونامي في أمريكا الشمالية سنة 1991م ، وتعمل لنظام دوس الحصرية.

## مصدر
1. ↑  Teenage Mutant Ninja Turtles: Manhattan Missions at IGN نسخة محفوظة 13 يونيو 2011 على موقع واي باك مشين.
2. ↑  Game overview at scary-crayon.com نسخة محفوظة 28 أبريل 2017 على موقع واي باك مشين.